# Бахаріє (станція метро)
41°03′31″ пн. ш. 28°47′57″ сх. д. / 41.058513507668° пн. ш. 28.799252057836° сх. д.
Бахаріє (тур. Bahariye) — станція лінії М9 Стамбульського метрополітену. 
Введена в експлуатацію 29 травня 2021 року.
Розташована у мікрорайоні Мехмета Акіфа у районі Кючюкчекмедже, під парком мученика полковника Ридвана Оздена на вулиці Мученика полковника Рідвана Оздена, станція має 1 вхід. 

Конструкція: підземна станція мілкого закладення з однією острівною платформою.
Пересадки:
- Автобуси: 89M, 98MB, 141K, 141M, MK31
- Маршрутки: 
  - Топкапи — Ікітеллі-Організе-Санаї,
  - Юз'їл — Тахтакале,
  - Отогар — Ікітеллі-Організе-Санаї,
  - Ширіневлер — Каяшехір

| Попередня станція | Лінія | Лінія                           | Лінія | Наступна станція  |
| ----------------- | ----- | ------------------------------- | ----- | ----------------- |
| Кінцева           |       | M9 (Стамбульський метрополітен) |       | MASKO до Олімпіят |